# Litoria albolabris
Litoria albolabris är en groddjursart som först beskrevs av Benno Wandolleck 1911.  Litoria albolabris ingår i släktet Litoria och familjen lövgrodor. IUCN kategoriserar arten globalt som otillräckligt studerad. Inga underarter finns listade i Catalogue of Life.